# Ma Qi
Ma Qi (en chino tradicional, 馬麒; en chino simplificado, 马麒; pinyin, Mǎ Qí; Wade-Giles, Ma Ch'i, Xiao'erjing: ﻣَﺎ چِ‎ (23 de septiembre de 1869 – 5 de agosto de 1931) fue un señor de la guerra chino musulmán durante las primeras décadas del siglo XX en China.

## Primeros años
Miembro de la Etnia Hui, Ma nació el 23 de septiembre de 1869 en Daohe, actualmente parte de Linxiá, Gansu, China. Su padre era Ma Haiyan y su hermano Ma Lin. Fue un comandante importante en la región Qinghai-Gansu during the late Dinastía Qing. Se ha dicho que Ma Sala era su padre. Ma Qi encabezó a las tropas lealistas musulmanas que aplastaron a los rebeldes musulmanes durante la Revuelta Dungan (1895-1896).
Durante la Rebelión Bóxer Ma Qi sirvió junto a su padre Ma Haiyan y al General Dong Fuxiang contra la invasión de la Alianza de las Ocho Naciones en Beijing. Ma Haiyan derrotó al ejército extranjero en la Batalla de Langfang en 1900, y murió protegiendo a la Familia Imperial de las fuerzas occidentales. Ma Qi le sucedió en todos sus puestos y capacidades. Ma Qi medía 1,83 y maintuvo a la milicia mintuan en Xining como su ejército personal, llamados los Ninghaijun. También desafió directamente a su comandante, el general musulmán Ma Anliang, cuando Ma Wanfu, el líder de la hermandad musulmana, marchaba rumbo a Gansu desde el Sinkiang, enviado por Yang Zengxin para ser ejecutado. Ma Qi rescató a Ma Wanfu atacando su escolta y lo llevó a Qinghai. Ma Anliang odiaba la hermandad musulmana, por haberlo expulsado antes. Sentenció a muerte a todos sus miembros y quería ejecutar personalmente a Ma Wanfu por ser el líder.
Durante la Revolución de Xinhai, Ma Qi derrotó fácilmente a los revolucionarios Gelaohui en Ningxia, exponiendo sus cabezas decapitadas, pero cuansdo el emperador abdicó, Ma Qi declaró su apoyo a la flamante República de China. A diferencia de los mongoles y los tibetanos, los musulmanes se negaron a separarse de la nueva República, y Ma Qi utilizó rápidamente sus influencias diplomáticas y militares para lograr que los nobles tibetanos y mongoles reconocieran al gobierno de la República de China como un poder superior, enviando un mensaje al Presidente Yuan Shikai reafirmando que Qinghai se apoyaba a la República. Reemplazó la frase "Larga, Larga, Larga, vida al emperador", por "Larga, Larga, Larga, vida a la República de China" en todas las inscripciones gubernamentales.
Ma Qi tenía buenas relaciones con Wu Peifu, quien intentó volver a los jefes militares de Gansu  contra Feng Yuxiang. El subordinado de Feng, Liu Yufen expulsó a todos los generales de etnia Han que se le opusieron, lo que resultó en que los generales de etnia Hui Ma Hongbin, Ma Lin, Ma Tingxiang, y el general Han Bei Jianzhang, comandante de un ejército Hui, dejaran de luchar contra Feng y buscaran un acuerdo.

## China Republicana
En 1913, Ma Qi estableció un buró en Qinghai de lana y pieles. Colocó un impuesto de exportación en el comercio de lana con extranjeros.
En 1917 Ma Anliang ordenó a su hermano menor Ma Guoliang que aplastara una rebelión de tibetanos en Xunhua, quienes se habían rebelado contra los impuestos que Ma Anliang les impuso. Ma Anliang no se reportó al gobierno central en Beijing y fue regañado por eso. Ma Qi fue enviado por el gobierno para investigar el caso y aplastar la rebelión.
Ma Qi formó el Ejército de Ninghai en Qinghai en 1915. Ocupó el monasterio de Labrang en 1917, siendo la primera vez que era ocupado por no-tibetanos.
Tras el estallido de revueltas étnicas entre los musulmanes y los tibetanos en 1918, Ma Qi derrotó a los tibetanos. Aumentó grandemente los impuestos durante ocho años. En 1921, su ejército de musulmanes aplastó decisivamente a los monjes tibetanos del monasterio de Labrang cuando estos intentaron oponérsele. En 1925, estalló una rebelión tibetana y miles de rebeldes expulsaron a los musulmanes. Ma Qi respondió con 3,000 soldados musulmanes, quienes retomaron Labrang y masacraron con sus ametralladoras a miles de monjes tibetanos que intentaban escapar. Ma Qi asedió Labrang en numerosas ocasiones. Los tibetanos y mongoles combatieron a las fuerzas musulmanas por el control de Labrang, hasta que se rindieron en 1927.
Ma Qi derrotó a las fuerzas tibetanas con sus tropas musulmanas. Sus fuerzas fueron elogiadas por los extranjeros, quienes incluso viajaban hasta Qinghai para contratar sus servicios.
Tras la fundación de la República, fue gobernador de Qinghai entre 1915 y 1931. Luego de que Chiang Kai-shek ganara el control de la nación, se convirtió el comandante de brigada y posteriormente fue ascendido a comandante de la 26ta División del Ejército Nacional Revolucionario en la región noroccidental. Sus cargos civiles incluían los de director del Buró de Construcción de Gansu. Los hijos de Ma Qi eran los también generales Ma Buqing y Ma Bufang. Ma Qi era tío de Ma Zhongying. Falleció el 5 de agosto de 1931 en Xining, Qinghai, China.